# Ophiomyia quarta
Ophiomyia quarta este o specie de muște din genul Ophiomyia, familia Agromyzidae, descrisă de Spencer în anul 1969.
Este endemică în British Columbia. Conform Catalogue of Life specia Ophiomyia quarta nu are subspecii cunoscute.